# Berits Halsband
Berits Halsband var ett svenskt jazzrockband.
Berits Halsband bildades 1972 i Vällingby av Olof Söderberg (gitarr), Göran Frost (bas), Bengt Ekevärn (trumpet) och Anton Karis (flöjt). Så småningom  tillkom Peter Carlsson från Ekerö på trummor. Gruppen debuterade på en fritidsgård i Ekerö och fick därefter den första riktiga spelningen på Moderna Museets filial hösten 1973 tillsammans med bland annat EGBA. Berits Halsband spelade sedan på många av de musikforum som då blommade upp i Sverige. Flera turer gick också till Köpenhamn och Århus i Danmark och Club 7 i Oslo. 
Hösten 1974 hyrde Berits Halsband några hus på en bondgård i Bullaren i Bohuslän för att på heltid satsa på musiken. Vid återkomsten till Stockholm fick gruppen en ny trumslagare, Michael Lindqvist. När Berits Halsband i augusti 1975 fick möjlighet att spela in musiken på skiva hade gruppen utökats med ännu en trumpetare, Tommy Adolfsson och Jonas Lindgren (Fender Rhodes och violin). Gruppen fortsatte sedan efter en del medlemsbyten fram till hösten 1977. Musiker som varit medlemmar i Berits Halsband tillsammans med de två kvarvarande originalmedlemmarna Olof Söderberg och Anton Karis är bland andra Tommy Cassemar (bas), Thomas Brandt (saxofon), Mats Lansrot (trummor) Per Lejring (keyboard) och Ola Johansson ( keyboard )    
Tommy Adolfsson var även medlem i Archimedes badkar och Jonas Lindgren var med och bildade Fläskkvartetten. 1975 kom musikalbumet Berits Halsband på skivbolaget Forsaljud. Berits Halsband gjorde också inspelningar för Sveriges Radio, Tonkraft i Stockholm och Torsdagsbiten i Malmö. 2015 kom Berits Halsbands album från 1975 ut igen, nu på både vinyl och CD. (soundeffect-records.gr) Anton Karis gick 1978 tillsammans med Ola Johansson vidare och bildade Radio Balkan som spelade in 2 LP och en singel på skivbolaget Mistlur.    